# Accordo sul disimpegno tra Israele e Siria

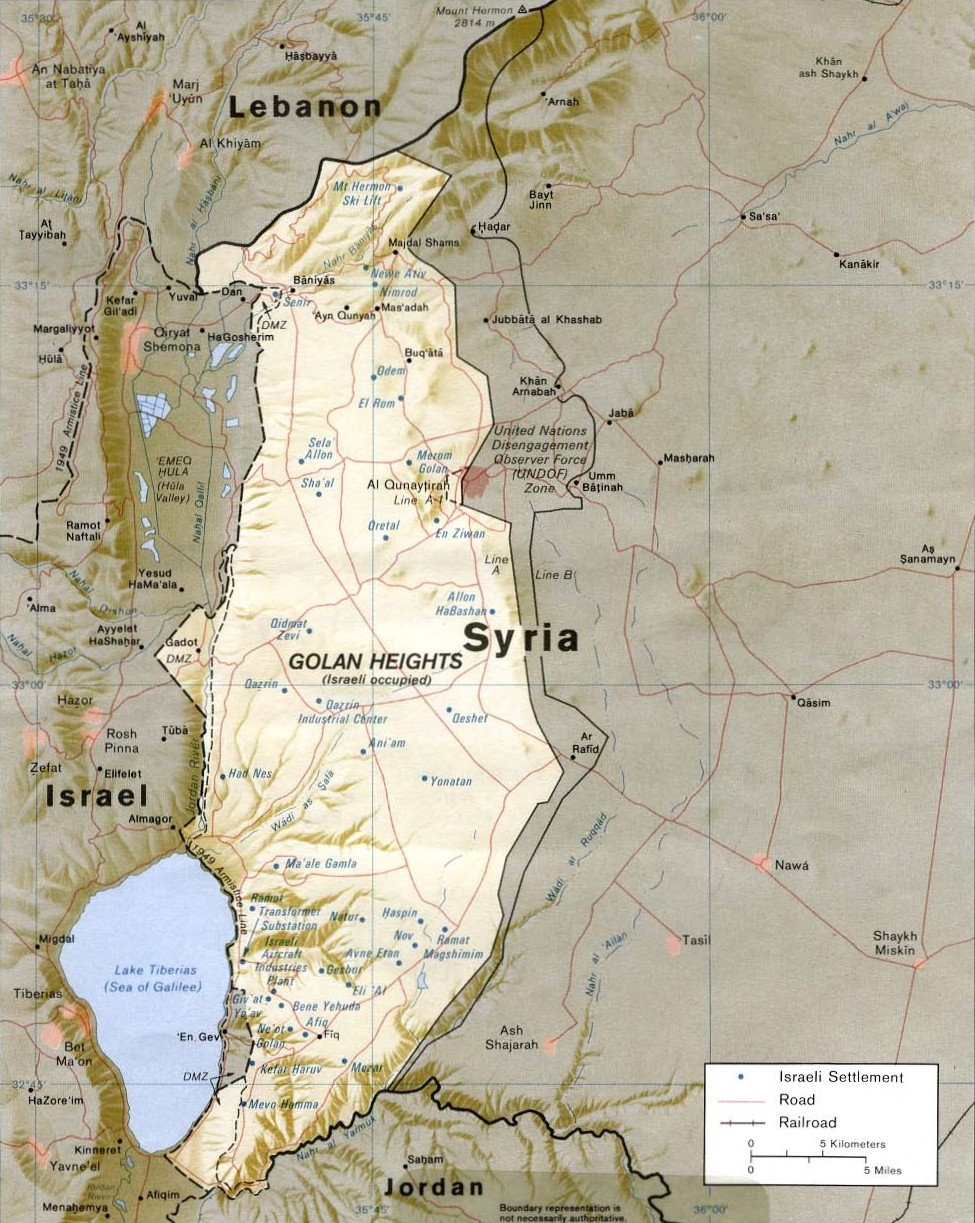
I siti sul Golan in blu sono insediamenti israeliani, quelli in nero sono villaggi siriani. Le aree del Golan occupate da Israele sono di colore chiaro mentre quelle sotto il controllo siriano sono grigie (DMZ = zona demilitarizzata).

L'Accordo sul disimpegno (in ebraico הסכם הפרדת הכוחות בין ישראל לסוריה‎?, in arabo اتفاقية فك الاشتباك‎?) è un accordo tra Israele e Siria, firmato il 31 maggio 1974, che pose termine ufficialmente alla guerra del Kippur e al successivo periodo di attriti sul fronte siriano.

## Antefatto
Subito dopo il cessate il fuoco alla fine della guerra del Kippur, vi fu un periodo in cui Israele aveva il controllo dell'intero territorio delle Alture del Golan, compresa l'area che la Siria aveva controllato prima della guerra e che Israele aveva conquistato. L'enclave era davanti al Golan settentrionale, con una larghezza di circa 20 km. e un'area totale di 400 km2. L'area comprendeva molti piccoli villaggi siriani, diversi coni vulcanici e la cima del monte Hermon. L'enclave era a una distanza di circa 40 km. da Damasco.
Anche se il cessate il fuoco temporaneo venne reso ufficiale, entrambe le parti continuarono a scambiarsi colpi di arma da fuoco, portando la situazione ad un continuo logoramento che continuò durante tutto il processo di negoziato e si intensificava dopo ogni interruzione. I negoziati vennero più volte avviati dalla Risoluzione 339 del Consiglio di sicurezza delle Nazioni Unite, ma fin dall'inizio vi furono numerose dispute sulle sue procedure che impedirono l'ottenimento del successo. L'attrito crebbe ancor più quando l'accordo sul disimpegno tra Israele ed Egitto fu finalmente firmato nel gennaio 1974.
Israele ha chiese che venisse pubblicata una lista dei suoi soldati tenuti prigionieri in Siria come condizione per riaprire i negoziati, e chiese che potessero ricevere cure mediche, da parte della Croce Rossa se necessario. La Siria negò la richiesta, chiedendo in cambio una compensazione territoriale. Il Segretario di Stato statunitense, Henry Kissinger, fece un breve viaggio, facendo la spola tra Gerusalemme e Damasco nel febbraio 1974 (più tardi ammise nei suoi libri che aveva deciso di mediare a causa delle pressioni del presidente egiziano Anwar al-Sadat e del sovrano dell'Arabia Saudita, che avevano profondi interessi a che si ponesse termine alla guerra del Kippur e alla crisi petrolifera che ne era seguita). Il 27 febbraio, Kissinger tornò da Damasco con una lista di prigionieri, in seguito alla promessa fatta ai siriani che Quneitra sarebbe stata restituita loro, e avviò negoziati formali.
Le scaramucce di confine aumentarono notevolmente nei mesi seguenti e tra marzo e maggio ci furono oltre un migliaio di incidenti, tra cui pesanti bombardamenti sulle città del Golan e fuoco costante sulle Forze di difesa israeliane (IDF)  e battaglie per il controllo del monte Hermon. Durante questo periodo, i timori che le battaglie diventassero una guerra su vasta scala ritardarono per mesi la smobilitazione delle unità di riserva. I siriani avevano chiesto il ritiro israeliano dai vasti territori del Golan da loro conquistati.
Alla fine Israele acconsentì a ritirarsi da tutti i territori occupati durante la guerra, consistenti approssimativamente a 25 km2 sul lato israeliano della Linea Viola (linea di armistizio del 1967). In cambio, venne creata una zona tampone dell'UNDOF di 235 km2 sul lato siriano di quella linea. Secondo le testimonianze dei partecipanti ai negoziati, ci furono trattative sui minimi dettagli fino a quando l'accordo venne firmato a Ginevra il 31 maggio 1974 (più di sette mesi dopo la dichiarazione di cessate il fuoco). I negoziati portarono a molti malintesi e indirettamente causarono alcuni scontri a fuoco, come quando Israele accettò di restituire il controllo alla Siria su Quneitra, e questa interpretò la cosa come se l'area includesse i monti Avital e Bental, mentre Israele intendeva solo l'area della città stessa. I negoziati proseguirono con continue pressioni statunitensi su Israele.

## Dettagli e implementazioni
Nell'accordo fu deciso che i due paesi mantenessero il cessate il fuoco e restituissero immediatamente i prigionieri di guerra da entrambe le parti. Proseguiva dicendo che Israele si sarebbe ritirato da tutte le aree dell'enclave e dal monte Hermon occupato durante la guerra, e da una superficie di circa 25 km² intorno alla città di Quneitra e ad altre piccole aree occupate durante la guerra dei sei giorni. Infine, vennero posizionate due linee di separazione: israeliana (contrassegnata in blu) e siriana (contrassegnata in rosso), inclusa una zona cuscinetto di 235 km², controllata dall'UNDOF sul lato siriano.
L'accordo stabiliva che i civili siriani che erano stati costretti a lasciare le loro case nella zona cuscinetto avrebbero potuto tornarci, mentre impegnava attività terroristiche sulle alture del Golan. Queste due azioni vennero prese come impegno orale nei confronti degli Stati Uniti d'America. In seguito all'accordo venne istituita la United Nations Disengagement Observer Force Zone (UNDOF), che creò un contingente di 1.043 soldati per sorvegliare la zona cuscinetto.
I prigionieri furono rilasciati immediatamente dopo la firma dell'accordo (1-6 giugno 1974) e Israele si ritirò dal monte Hermon e dalle aree dell'enclave. La nuova linea di separazione venne completata il 26 giugno 1974. A differenza di quanto molti si aspettassero, l'accordo sul disimpegno tra Israele e Siria non solo è durato più di 30 anni, ma è stato in vigore dal momento in cui è stato firmato fino ad oggi. Questo lo rende il più duraturo accordo che Israele abbia mai realizzato con un paese arabo.